# نقشارة قطبية

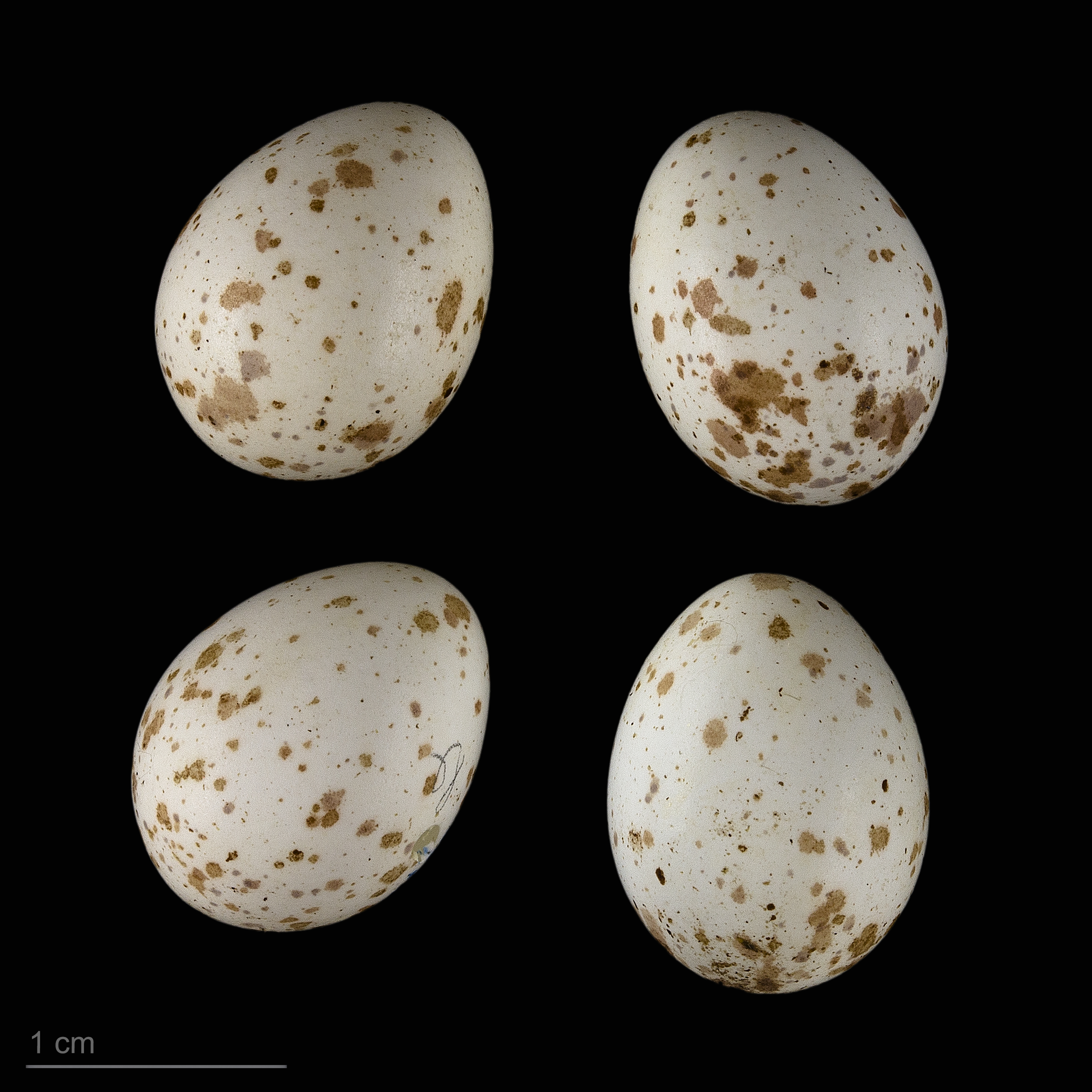
Phylloscopus borealis

نقشارة قطبية (الاسم العلمي: Phylloscopus  borealis) (بالإنجليزية: Arctic  Warbler) هو طائر ينتمي إلى (فصيلة: Phylloscopidae).